# Фрідріх Ґернсгайм
Фрідріх Ґернсгайм (нім. Friedrich Gernsheim; 1839—1916) — німецький піаніст, диригент композитор і музичний педагог.

## Біографія

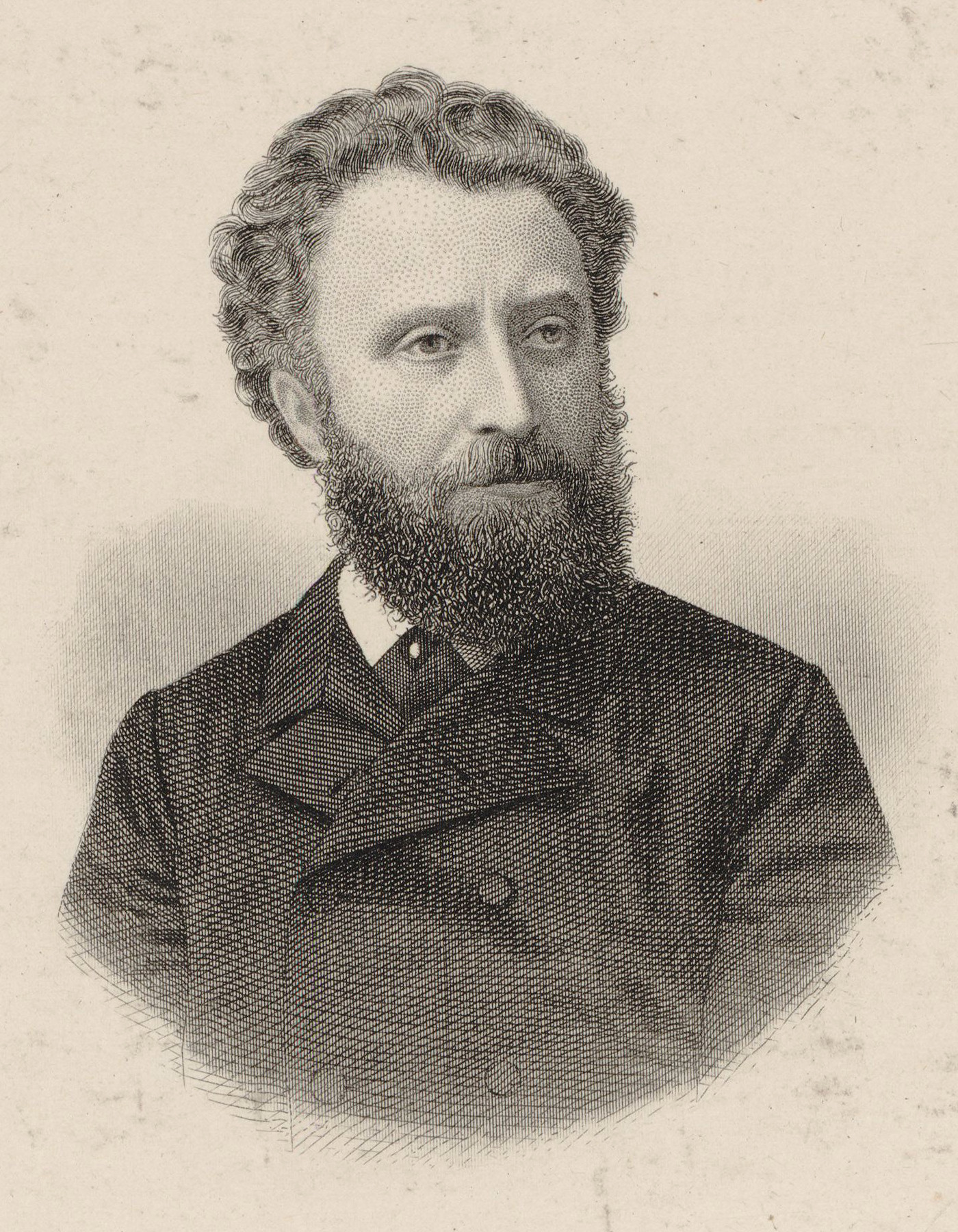
Фрідріх Гернсгейма (1875 рік)

Народився 17 липня 1839 року в місті Вормсі в родині лікаря. Перший досвід гри на фортеп'яно отримав займаючись зі своєю матір'ю, яка досконало володіла цим інструментом, з 1848 року займався під керівництвом Ернста Пауера, з 1849 року — у Йоганна Крістіна Ґауфа і Едуарда Розенгайна. З 1852 року навчався в Лейпцизькій консерваторії, звідки в 1855 році відправився закінчувати навчання в Париж.
У 1865 році став викладачем гри на фортеп'яно і композиції при Кельнській консерваторії.
У 1874 році він був призначений директором консерваторії в Роттердамі.
З 1890 по 1897 рік викладав у консерваторії Штерна і диригував концертами хорового товариства Юліуса Штерна в Берліні. З часу свого призначення диригентом Gesangverein'а він став особливо займатися вокальною музикою і написав безліч хорових творів.
З 1897 року перебував диригентом Eruditio musica в Роттердамі і членом сенату Пруської королівської академії мистецтв у столиці Німеччини.
Автор кількох десятків творів, переважно камерних.
Помер 10 вересня 1916 року в Берліні та був похований на Єврейському кладовищі Вайсензее.
Серед його учнів, зокрема, Гуґо Грютерс, Панчо Владіґеров, Енгельберт Гумпердінк, Курт Шіндлер та багато інших.